# Femme X
 (février 2018).
Si vous disposez d'ouvrages ou d'articles de référence ou si vous connaissez des sites web de qualité traitant du thème abordé ici, merci de compléter l'article en donnant les références utiles à sa vérifiabilité et en les liant à la section « Notes et références ».
Albums de Karin Clercq
Après l'amour
(2005)
Femme X est le premier album de la chanteuse et actrice belge Karin Clercq, sorti en mars 2002, sur le label PIAS. Il est enregistré et produit par Guillaume Jouan.

## Liste des titres
| 1.    | Femme X              | Karin Clercq / Guillaume Jouan  | 3:24 |
| 2.    | Les Petites Errances | Clercq / Jouan                  | 3:21 |
| 3.    | Ne pas               | Clercq / Jouan                  | 3:17 |
| 4.    | Rouillée             | Clercq / Jouan                  | 3:45 |
| 5.    | Désir                | Clercq / Jouan                  | 3:54 |
| 6.    | Douce                | Clercq, Gabriel Alloing / Jouan | 3:42 |
| 7.    | La chanson d'Anna    | Clercq / Jouan                  | 3:49 |
| 8.    | Fêlure               | Clercq / Jouan                  | 3:20 |
| 9.    | Kassandre            | Clercq / Jouan                  | 7:20 |
| 10.   | Je t'ai dans la peau | Jacques Pills / Gilbert Bécaud  | 2:33 |
| 11.   | Manqué               | Alloing / Jouan                 | 3:04 |
| 12.   | Grise                | Clercq / Jouan                  | 3:16 |
| 13.   | Etranger             | Clercq / Jouan                  | 3:33 |
| 48:19 |                      |                                 |      |

## Crédits
| - Karin Clercq : chant - Guillaume Jouan : basse, guitare, trompette - Gaël Desbois, Yves-André Lefeuvre : batterie | - Production, enregistrement, programmation : Guillaume Jouan - Composition : Gilbert Bécaud, Guillaume Jouan - Mastering : Pompon Finkelstein - Mixage : Gilles Martin - Photographie : Chris&Phil - Design (conception graphique) : Phil Van Duynen |